# Россини, Джузеппе
Джузеппе Россини (итал. Giuseppe Rossini; 23 августа 1986, Бари, Италия) — бельгийский футболист итальянского происхождения, нападающий клуба «Олимпик Намюр».

## Клубная карьера

### Ранние годы
Футболом начал заниматься в академии клуба «Худенг» из Ла-Лувьера. После занимался в академиях «Шарлеруа» и «Монса». В матче резервной команды последнего с резервной командой «Беверена» игрока заметил скаут нидерландского «Утрехта» Нол де Рёйтер. В 2004 году Россини перешёл в «Утрехт», проведя год в дубле, прежде чем попасть в основной состав.

### Профессиональная карьера
Дебютировал 28 августа 2005 года в домашнем матче с «Твенте», заменив на 75-й минуте Марка-Антуана Фортюне. 17 декабря 2006 года домашней игре с «Фейеноордом» получил первую в карьере красную карточку. Впервые в стартовом составе вышел 27 января 2007 года в домашней встрече с «Эксельсиором», уйдя на замену Робину Нелиссе на 78-й минуте. Первый гол забил 23 февраля в домашнем матче с «Неймегеном», выйдя в стартовом составе и забив второй гол своей команды (встреча закончилась со счётом 3:0). В еврокубках дебютировал 22 июля 2007 года в гостевом матче третьего раунда Кубка Интертото с шведским «Хаммарбю».
Летом 2008 года перешёл в бельгийский «Мехелен». Дебютировал 23 августа в гостевом матче с «Мускроном», выйдя в стартовом составе и ассистировав на гол Кевину Гойденсу. Первый гол забил 12 декабря в домашней игре с «Беерсхотом», завершив подачу Кевина Ван Готема. 20 декабря в гостевой встрече с «Локереном» оформил первый в карьере дубль, дважды сравняв счёт по ходу матча (2:2). Всего в сезоне 2008/09 забил 11 голов (десять в чемпионате и один в кубке), что является его наибольшим результатом в профессиональной карьере. Также в том сезоне вместе с клубом вышел в финал Кубка Бельгии (2:0 в пользу «Генка»), в котором на 66-й минуте заменил Ваутера Вранкена. Всего в том розыгрыше кубка сыграл шесть матчей, в которых забил один гол. 2 февраля 2010 года в домашней игре с «Беерсхотом» сыграл пятидесятый матч за клуб.
В июле 2010 года подписал трёхлетний контракт с «Кортрейком». Дебютировал 31 июля в домашнем матче с «Брюгге», выйдя в стартовом составе. Первый гол забил 7 августа в гостевой игре с «Локереном», выйдя в стартовом составе и открыв счёт на 52-й минуте (1:1). 2 февраля 2011 года в гостевой встрече с «Мехеленом» на 82-й минуте получил вторую жёлтую карточку, первую в карьере. Сезон 2010/11 стал для игрока рекордным в карьере по количеству наказаний: за 32 матча он заработал 11 жёлтых карточек, в том числе одну вторую. Также в том сезоне забил 10 голов (восемь в чемпионате и два в кубке), став лучшим бомбардиром команды.
В мае 2011 года перешёл в «Зюлте-Варегем». Дебютировал 30 июля в гостевом матче с «Локереном», заменив на 85-й минуте Александара Трайковского. Впервые в стартовом составе вышел 6 августа в домашней игре с «Лёвеном». Первый гол забил 21 августа в домашней встрече с «Брюгге», выйдя в стартовом составе и открыв счёт на 18-й минуте (1:1). В конце первой половины сезона перестал попадать в заявку, а клуб закончил первый круг на 13-м месте.
1 января перешёл в «Сент-Трюйден» на правах аренды до конца сезона. Дебютировал 4 февраля 2012 года в домашнем матче со столичным «Серклем», выйдя в стартовом составе. Первый гол забил 11 февраля в гостевой встрече с «Беерсхотом», открыв счёт на 29-й минуте (3:2). Клуб из Лимбурга, который оказался в тяжёлом финансовом положении после ухода владельца Роланда Дюшатле, закончил сезон на последнем месте и проиграл плей-офф за сохранение прописки, из-за чего футболист решил не оставаться в команде.
В августе 2012 года перешёл в «Шарлеруа». Дебютировал 23 сентября в домашнем матче с «Генком», заменив на 60-й минуте Арлема Гноэре. Впервые в стартовом составе вышел 6 октября в домашней встрече с «Левеном». Первый гол забил 20 октября в гостевой игре с «Льерсом» (0:1). Тогда же впервые вышел на поле с капитанской повязкой. Всего за сезон 2012/13 забил 7 голов (шесть в чемпионате и один в кубке), став лучшим бомбардиром команды. 27 сентября 2014 года в гостевой встрече с «Генком» сыграл пятидесятый матч за клуб.
Зимой 2015 года перешёл в клуб Первого дивизиона B «Лёвен». Дебютировал 7 февраля в гостевом матче с «Хайстом», выйдя в стартовом составе. Первый гол забил 14 февраля в домашнем матче с «Руселаре», забив второй гол своей команды (4:0). В пяти матчах плей-офф забил один гол, тем самым внеся вклад в выход клуба в Про-Лигу.
Летом 2015 года перешёл в люксембургский клуб «Прогрес». Дебютировал 30 июня в домашнем матче первого раунда квалификации Лиги чемпионов с «Шемрок Роверс», выйдя в стартовом составе. В чемпионате дебютировал 3 августа в гостевом матче с «Женесс Эш». Первый гол забил 27 августа в домашней игре с «Этцеллой», оформив дубль. Всего в сезоне 2015/16 забил семь голов, став лучшим бомбардиром команды.

### Полупрофессиональная карьера
Летом 2016 перешёл в клуб Дивизиона 2 «Олимпик Шарлеруа». С командой закончил чемпионат на третьем месте, проиграв в плей-офф дивизиона «Льежу». Следующий сезон провёл в составе «Сольере», закончившем чемпионат на десятом месте. Летом 2017 года перешёл в «Жемеп», выступавший в шестом дивизионе. В его составе выиграл регулярный сезон, но проиграл в финале плей-офф за выход в Дивизион 3. В чемпионате забил более двадцати раз. В конце сезона перешёл в другой клуб лиги «Тамен». В его составе заработал повышение в Дивизион 3, из которого клуб вылетел в сезоне 2018/19. В сезоне 2020/21 в составе команды выиграл регулярный сезон. Летом 2022 года перешёл в клуб «Олимпик Намюр», выступающий в восьмом дивизионе.

## Карьера в сборной
Выступал за юношеские национальные сборные. За сборную Бельгии до 21 года дебютировал 12 октября 2007 года в домашнем матче со сборной Словакии, заменив на 61-й минуте Алессандро Кордаро и забив гол. В последнем матче за сборную 9 сентября 2008 года со сборной Кипра оформил дубль, принеся своей команде победу (3:2).

## Личная жизнь
Родился в Бари, Италия, но в четырёхлетнем возрасте с родителями переехал в бельгийский Ла-Лувьер.

## Достижения

### «Шарлеруа»
- Финалист Кубка Бельгии: 2008/09

### «Тамен»
- Победитель Дивизиона 3: 2020/21